# Лесковачко поречје
Лесковачко поречје, или само Поречје, је област у југоисточној Србији, тачније у Јужном Поморављу. Смештено је у сливу реке Ветернице, а налази се у јужном делу Лесковачке котлине.
Насељено још у праисторији, Поречје је назив који носи данас добило је по обиљу речних токова, а раније је носило називе Дубочица и Глубочица. Први пут се помиње као део српске средњовековне државе, када је било гранични регион Немањине државе. За време Турака добило је доста на значају, када је изграђен велики број путева, како оних локалних који међусобно повезују села, тако и оних који су били значајни не само за тадашњу Србију, већ и за читав Балкан, представљајући везу између средње Европе и Егејског мора.
Представља релативно низак регион, са просечном висином од око 500 метара. Најзначајнија и једина планина у Поречју је Кукавица, окружена бројним мањим узвишењима који су у прошлости представљали ободе Лесковачког језера, док су равничарски делови Поречја били део дна поменутог језера. Исушивањем језера створени су бројни речни токови, од којих најзначајније чине река Јужна Морава, са својом највећом поречком притоком Ветерницом и бројним мањим рекама и потоцима.
Поречје је релативно густо насељен регион са великим бројем села, густо збијеним, насељеним претежно словенским, православним становништвом. Када је реч о образовању, у региону је проценат писмености релативно велик захваљујући бројим основним и једној средњој школи. Становништво се претежно бави пољопривредом, ређе сточарством, али не заостаје ни у производним привредним гранама, па су тако поједина села позната по обради дрвета и текстилној индустрији. Становници Поречја, као и читавог Јабланичког округа, говоре призренско-тимочким дијалектом, али је исти, захваљујући делимичној изолованости у периоду након ослобођења, сачуван у много већој мери него у осталим крајевима Јабланичког округа, па се у Поречју срећу поједини облици речи који су у српском језику давно нестали и изашли из употребе.

## Етимологија
Име овог дела Лесковачке котлине је новијег датума. Првобитним словенски назив био је Гл'бочица, Дл'бочица, Глубочица, односно Дубочица. Под овим именом може се наћи у повељама српских средњовековних владара. Турци су назив Дубочица проширили на целу Лесковачку котлину, а под овим именом и савремени писци подразумевају цео регион Котлине. Име Поречје овај регион Котлине добио је касније. Овај хидроним је настао отуда што је цела ова област богата рекама. У региону Поречја у Ветерницу се улива велики број река и речица, па је њиховим коритима равница избраздана као каналима. Сама Ветерница, по изласку из своје клисуре, има веома благ пад, и у овом делу свога тока прави многе меандре. Обиље воде је свуда присутно. Добија се утисак да су свуда реке, да је цела област једно поречје.
Назив Поречја је најпре означавао раван део ове области, па се временом протегао на побрђа и планину.
Како Поречја има више у Србији, за разлику од других, ово носи назив Лесковачко поречје.

## Историја

### Праисторија
За Поречје као зону насељавања веома рано се интересовао праисторијски човек, јер су на падинама његових побрђа у долини Ветернице и њених притока још у неолиту постојали добри услови, како због плодности земљишта, његовог богатства у дивљачи и обиљу риба у дубоким барама и језерцима у алувијалној равни, тако и због лаких веза са свим суседним областима. Насеља су, за оно време, била доста густа и у многим случајевима поклапају се са данашњим насељима. Тако је у селу Великом Трњану постојало рано неолитско насеље; у атару села Доње Јајине, на локалитету Селиште постоје трагови праисторијских људи. Фрагменти керамике неолитске фактуре нађени су на локалитету Селиште - Салачине у атару села Мирошевца, што указује на присутност неолитског човека и у овом крају Поречја. Неолитска керамика нађена је на локалитету Црквиште у атару села Радоњице, а у селу Стројковце на локалитету Средња била, на десној обали Накривањске реке, нађени су фрагменти грубе старчевачке керамике, кремена, оруђа и фрагменти лепа. Пошто су села Стројковце и Радоњица централна села Поречја, то трагови насеља неолитског човека у њима сведоче да је праисторијски човек настањивао цело Поречје. Како су пак фрагменти атипичне праисторијске керамике нађени у зидинама Скобаљић Града заједно са римским и византијским фрагментима, значи да је праисторијски човек боравио и у планинском делу Поречја.

### Стари век

#### Рани стари век
Римљани су господарили Поречјем већ у 1. веку нове ере. Римски кастели налазили су се свуда на ободу Лесковачке котлине од којих је један био на месту Скобаљић Града. Свакако је и на брду Умац изнад Мирошевца постојао римски кастел. У самом селу Мирошевцу, на улазу са северне стране, налази се локалитет Римски бунар. У Стројковцу, односно у његовом атару, налази се пак локалитет Латинско гробље. Све ово говори о густини римских насеобина у овом крају, у коме су били присутни до 4. века.
Византијска епоха, која је настала иза римске, оставила је у Лесковачкој котлини у Царичином Граду траг своје блиставе културе. Царичин Град је по многим знацима Јустинијана Прима, подигнут за време владавине Јустинијана Првог (527—565. године п. н. е). Али у Лесковачкој котлини није Царичин Град једини траг рановизантијске културе. У овом периоду цветала је византијска култура високог степена, што се може закључити на основу осталих градова у северозападном делу котлине. У самом Поречју до сада, сем у зидинама Скобаљић Града, није откривен никакав поуздан траг византијске епохе. У народу постоји предање да је на месту где се сада налази село Рударе и нешто северније од њега некада постојала велика варош. На могућност постојања ове вароши из рановизантијске епохе указују и димензије рудаске цркве. Познато је да су српске сеоске цркве биле веома малих димензија. Рударска црква указује на то да она није подигнута за потребе малог сеоског, већ неког већег насеља. Сем тога, да је ова црква подигнута на темељима неког храма из рановизантијске епохе указују и капители из тога времена нађени поред цркве, као и један базис.

#### Словенско доба
Словени и Авари почели су да прелазе Дунав и да се инфилтрирају у византијске земље почетком 6. века (518—527). Крајем 6. века они су се нашли под зидинама Јустинијане Приме и Златског Калета, па су ове богате и прекрасне византијске градове разорили и опустошили целу Лесковачку котлину. Ако је на месту данашњег Рудара постојала нека византијска варош, и њу је снашла судбина утврђеног града Јустинијане Приме. Словени су разорили и базилну цркву на чијим је темељима касније подигнута рударска црква.
Словенска насеља у Поречју су веома стара, али се са сигурношћу не може рећи када су постала. Гл'бочица, Глубочица, Дл'бочица, Дубочица - словенска су имена Поречја. Са овим називом, равнице се у средњем току реке Ветернице јављају почетком друге половине 12. века, када се Немањина власт, 1165. године, протегла над овим крајем. У то време, свакако, није више било у Дубочици византијског становништва, већ само словенског. Да ли су данашња села већ била засељена, тешко је са поузданошћу рећи, али су свакако она настала у периоду учвршћивања српске власти током 12. и 13. века, јер се већи број данашњих села под садашњим именом помиње у току 14. века. Први документ у коме се помиње једно поречко село је из прве половине 14. века. То је село Сушица, за које се сматра да представља име за данашње Шишинце. Године 1395, дакле шест година након Косовске битке, кнегиња Милица са својим синовима деспотом Стефаном Лазаревићем и Вуканом Лазаревићем, приликом боравка на Новом Брду, поклонила је нека добра и дала повластице руском манастиру Светог Пантелејмона на Светој Гори. У њиховом акту, који је потписао као државни поглавар Стефан Лазаревић, помињу се село Мирошевце, село Вина и забел до реке Сушице и радонинске међе, што значи да је већ у то време постојало и село Радоњица и да је речица Сушица још тада носила исто име. У истом акту помињу се и поречка села Бучје (Вучје) и Горино (Горина), прво као претходни дар кнеза Лазара, а друго као дар Југа (вероватно Југа Богдана из народних песама). Из докумената цара Душана, којим је потврдио дар свога властелина Влатка села Сушице цркви хиландарској, види се да се ово село међило са Дубочицом. То указује да је првобитна област Дубочица била само у долини реке Ветернице, и то у њеном средњем току, и да, штавише, није обухватала чак ни Сушицу, и да је такво схватање Дубочице било и за време цара Душана. Међутим, појам Дубочице се проширио на целу Лесковачку котлину пред крај српске деспотовине. Када је Ђурађ Бранковић, последњи српски деспот, удао своју ћерку Мару за султана Мурата II око 1433. године, дао јој је као мираз Дубочицу и Топлицу, дакле две суседне области, и Мара је, као султанија, уживала Дубочицу у данашњем смислу речи и на територији Лесковачке котлине до данашњих дана су се очували трагови у топономији. Из наведених докумената види се још и то да су поречка властела у доба цара Душана, кнеза Лазара и српских деспота били најзнаменитији људи онога времена: Душанов војсковођа Ратко, кнез Лазар, кнегиња Милица и њихови синови Стефан и Вук, Југ Богдан, кнегињица и султанија Мара. Овима треба додати и Николу Скобаљића, за кога се везује легенда да је сељачког порекла, из села Вине, на јужном ободу Поречја. Све ово указује да је Поречје у српској средњовековној држави било једна богата и значајна српска област и да су поречке властеле, па и сам народ, играли важну улогу у ондашњој Србији и то у једном временском раздобљу од око стотину година.

### Турско доба
Није тачно утврђено када је и на који начин Дубочица, па и Поречје, потпала под турску власт. Чињеница је да се она нашла на свом североистоку у непосредном суседству са границом турске државе још пре Косовске битке. У време борби о турски престо између Бајазитових синова, нарочито Мусе и Мехмеда I, она је била поприште крвавих бици око Курвинграда и у њеном суседству, у Добричу, концентрисала се војска у којој је било и српских и турских одреда за обрачун између ова два ривала за турски престо. Сегедински мир из 1444. године помиње и њу. Нејасно је да ли је Дубочица Марином удајом за Мурата II била обухваћена и турском администрацијјом 1433. године и да ли је, као једна нахија, ушла у Алаџахисарски санџак. Неки сматрају да је Дубочица била окупирана од Турака 1433. године и „да је граница по свој прилици била на ивици лесковачке котлине код Лебана и Вучја”. Оно што је сигурно за коначно гашење српске власти у овим крајевима јесте поход Мехмеда II на Србију 1454. године. Турци су прешли овог пута у Србију код Страцина и упутили се преко Нагоричана ка Новом Брду, великом и богатом српском граду. У септембру се главнина турске војске налазила у околини Куманова, док је њена претходница испитивала терен и тражила непријатељску, српску војску, у правцу кретања главнине, то јест на положајима који су штитили прилазе Новом Брду у долини Јужне Мораве. Султанова претходница се сукобила са српском војском, којом је командовао Никола Скобаљић, код места Бање. Изворни документ није прецизирао код које бање, па су сви потоњи писци, који су се бавили проучавањем ове битке, нагађали о томе о којој се бањи овде ради. Др Јован Хаџи Васиљевић, Милан Милићевић, Сергије Димитријевић, Константин Јиречек и Стојан Новаковић сматрају да се овај догађај десио код Врањске Бање, док Драгољуб Трајковић сматра да је у питању Ћустендилска Бања. Јован Ђорђевић лоцира ову битку код Сијаринске Бање, а такво мишљење заступа и Зарије Поповић. Неки пак сматрају да се битка одиграла код Раковачке Бање. Ови последњи поткрепљују своје тврдње речима које је Константин Јаничар забележио: „цар (Мехмед II) дошао је у земљу Константинову, на поље које се зове Жеглигово”, као и на томе да, ако је тачно да је циљ Мехмедовог похода био Ново Брдо, турске претходнице нису имале никакву потребу да иду у правцу Врањске Бање, већ путевима који су се држали правца куда треба да иде главнина. А на том путу, пре него што се уђе у Кончуљску клисуру, на левој обали Јужне Мораве, испред села Раковца, на око 4 километра северно од Бујановца, постоји бања која се зове Раковачка Бања по селу Раковцу, а која је и у оно време постојала. Цео тај терен је иначе јако подводан и лако плављен од стране Јужне Мораве, па читава област у дужини од неколико километара у близини корита Јужне Мораве јесте једна пространа кислина, те се на њега може односити и онај назив у изворима - Кислине. Када је Мурат сазнао да му је претходница потучена, он је из Куманова (Желиглово) кренуо у правцу места где је претходница настрадала. Скобаљић је вероватно тада заузео узвишеније положаје на речици Трепањи, која се налазила близу места прве битке. Ту га је Мехмед напао и потукао, а њега и његовог стрица Драгутина живе ухватио и набо на колац 16. новембра 1454. године. Иако се у изворима за војску Николе Скобаљића наводи име војска у Дубочици, мало је вероватно да су људи из Дубочице имали своје људство у њој. Као што је поменуто, Дубочицу је кнегиња Мара приликом одласка у харем Мурата II добила од свог оца, Ђурђа Бранковића, у мираз 1433. године. Из тога произилази да је ова област још те године ушла под турску администрацију. У периоду 1427—1444. настао је Алаџахисарски санџак, па је врло вероватно да је још тада Дубочица ушла у састав овог санџака као његова нахија. Постоје и други извори који такође наводе да се турска власт протезала над Дубочицом пре 1451. године. Наиме, село Брза било је заведено као тимар извесног Хамзе Трновљанина, па је 1450. године дато неком Лазу Хамзи; село Жабљане било је тимар Мехмуда Видимлије, а село Јелашница, на десној обали Јужне Мораве, такође тимар Хамзе Трновљанина пре 1453. године.
После победе над Николом Скобаљићем, Мехмед II је дошао до Новог Брда и освојио исто 1453. године. Турци су у пролеће 1455. године наставили своја освајања ка северу и допрли до Западне Мораве, подвргавши коначно својој власти целу Јужну Србију.
Турци су од Дубочице створили велику нахију у саставу Крушевачког (Алаџахисарског) санџака. Иако је Поречје у то време било густо насељено, Турци нису могли да успоставе центар нахије ни у једном од села, јер је Поречје било периферни крај Дубочице. Ваљало је наћи погодније насеље за то, па је, по свом природном положају централног насеља у котлини, Лесковац, иако мањи и млађи од многих поречких села у то доба, одабран за средиште нахије, а Турци су у њему сместили све своје војне и административне установе нахије. Чак око половина укупног броја војника Крушевачког санџака живела је у селима лесковачке нахије. Дубочицу су Турци и економски организовали према свом систему, који ссе у суштини мало разликовао од српског средњовековног система. И саме цркве и манастири били су обухваћени овим системом и припали турским феудалним поседима: хасовима, зеаметима и тимарима.
У току 15. цека Турци су покорили све српске земље: Србија је пала 1459, Босна 1463, Херцеговина 1482. године и Зета 1499. године и на целом пространству завладао је мир, али у ропству. Овај мир нарушен је крајем 16. века ратом између Аустрије и Турске. Аустријска војска је у почетку рата имала доста успеха и њене трупе су продрле дубоко на југ Балканског полуострва, а у току 1690. године заузеле и Лесковац. Ситуација се ускоро променила, па је аустријска војска почела да се повлачи под најездом турских татарских трупа. Како су се током напредовања аустријске војске Срби побунили и стали на страну Аустријаца, повлачење аустријске војске изложило је српски народ освети Турака. Тако је дошло до Велике сеобе Срба под Арсенијем Чарнојевићем 1690. године. Када је реч о Дубочици, не постоје докази да су се Срби дигли на Турке, нити да су се исељавали током повлачења аустријске војске. Напротив, известан број Срба настанио је овај крај, а то је било становништво које је из Старе Србије кренуло са Арсенијем Чарнојевићем.

### Устанак и ослобођење
За време Кочине крајине, Поречје се дигло на устанак. Године 1788. извесни Петар Прчић из Накривањског Чифлука дигао је народ на Турке. Устанак се проширио на Јабланицу и Пусту Реку и допрео чак до Косова, а његов вођа, Петар Прчић, да би целој ствари дао што већи значај, прогласио је себе за цара. Али Турци су на побуњенике кренули са већим снагама, сатерали их у Поречје и код Паликуће поразили, Паликућу спалили, а остала села Поречја опљачкали.
Први српски устанак под Карађорђем није остао без одјека у Лесковачкој котлини и Поречју. У власотиначком крају деловао је чувени Илија Стреља, а села средње Јабланице подигао је на устанак Цветко Врачановачки. Требало је спојити две устаничке групе и тако затворити Турцима прилаз с југа у правцу побуњене Србије. У том циљу је Цветко Врачановачки 1807. године кренуо преко Сушице и Поречја у правцу Грделичке клисуре, али су га Турци предухитрили и сусрели су се код села Паликуће и Вучја, где су вођене битке. Цветко Врачановачки са својих 600 до 700 устаника у почетку је имао среће, али је био потучен и није успео да у заједници са Стрељом затвори Грделички теснац и приступ турске војске с југа. Напори Илије Стреље и Цветка Врановачког да се Лесковачко Поморавље ослободи од Турака у току првог српског устанка нису успели.
Када је 1877. године избио други српско-турски рат, и још док је српска војска опседала Ниш, Поречани су се у великом броју окупили уз Влајка Стаменковића, који је био послат у Лесковац од стране команде српске војске. Сакупљено је преко 200 устаника из Рудара, Великог Трњана, Стројковца, Накривња, Вучја и других поречких села. Побуњени Поречани наишли су код села Брзе на одред Арбанаса, који су се из правца Мирошевца кретали ка Вучју у намери да преко овог села, Чукљеника, Тулова и Копашнице избију у Грделичку клисуру и сједине се с турском војском која се онде прикупљала ради напада на Лесковац. Арбанаса је било више и били су боље наоружани, па се због тога устаници нису упустили у бој, већ су се повукли у Вучје и затворили у кулу вучанског господара Дилавер-бега, опасану великим каменим зидом. Арбанаси су опколили кулу и покушали да продру у њу. Током битке, Влајко је погинуо, а место вође заузео је извесни Кумбара из Накривња. Овом битком између српских устаника и Арбанаса у Вучју уништена је турска власт у Поречју после више од 400 година робовања. Вођа устаника Влајко Стаменковић је сахрањен у порти чукљеничке цркве, а касније му је подигнут и споменик.

## Геологија
Геолошки састав Поречја истоветан је саставу земљишта целе Лесковачке котлине са извесним незнатним специфичностима. Његову основну грађу чине кристаласти шкриљци вишег и нижег метаморфизма. Шкриљци Поречја рашчлањују се на шриљце доњег и горњег комплекса. Доњи комплекс чине у највећем делу лискунски парагнајсеви и парашкриљци, као и албитске стене највећим делом магматског порекла. По свом постанку овај слој шкриљаца припада старијем протозоику или архаику. У серију кристаластих шкриљаца утиснути су гранити Влајне, највишег дела планинског масива Кукавице, а код села Букове Главе има појава гнајсгранита. У грађи Поречја нису присутни кристаласти шкриљци седиментно вулканске формације метаморфисани од фације зелених шкриљаца изграђених претежно од албитских шкриљаца, какву грађу имају планине на источном ободу Котлине, као што су Оштрозуб, Бабичка гора и Селичевица, што представља специфичност у геолошкој грађи овог региона Котлине.
Што се тиче језерских седимената, они су у највећем делу састављени од глина, ситних глиновитих пескова, конгломерата и гломерата. Преко ових седимената леже флувијални наноси разних дебљина и састава, углавном од кварцних шљункова, којима је испуњена и сама долина Јужне Мораве.
Даље, у геолошком саставу Поречја, нема кречњака и фосфора, па је целокупни његов педолошки покривач без ових елемената.
Као и цела Лесковачка котлина и Поречје, као њен део, завршно је формирано у плиоцену тектонским поремећајем земљине коре. У насталу тектонску потолину продрла је слатка вода Панонског језера и формирала једно од његових најјужнијјих рукаваца - Лесковачко језеро. Таласи тог језера измоделирали су језерске терасе на оквирним планинама Котлине. Једна од највиших терасастворена је у Поречју изнад села Вучја и Брзе, која сада као локалитет носи назив Шиљегарник, а налази се на надморској висини од око 795 метара. С обзиром на надморску висину побрђа у централном делу Котлине, дубина Лесковачког језера је износила око 500 метара.
Када је у каснијим периодима дошло до отицања воде из Панонског језера у новоформирану котлину Црног мора, настало је повлачење воде из Лесковачког језера у правцу севера. Најпре је отекла вода из Пољанице као више области, а потом и из Лесковачке котлине. Период отицања воде био је веома дуг, па је језеро, на разним нивоима, таласањем, стварало на котлинском ободу, терасе или подове. Постоје шест језерских тераса или подова, од којих је највиша на надморској висини од око 810-860 метара, а најнижа, односно централна језерска раван, на косама Рударске чуке, Сушице и Хисара 230-360 метара.
Поред језера, и реке су стварале своје терасе. Када се језерска вода у потпуности повукла из Котлине, језерске притоке на терену Поречја, нарочито Ветерница, дохватиле су се језерског дна и по њему стале расецати своје долине, разбијајући тако језерско дно у комаде. Својим меандрирањем, оне су по језерском дну измоделирале своје алувијалне равни. Онде где су се у Јужну Мораву улиле њене притоке Ветерница, Јабланица, Пуста река и Топлица, с леве стране, и Власина, с десне, формирана је централна раван, то јест Лесковачко поље.
Поречје је, према томе, некада било највећим делом под језерском водом. Из воде су вирили само делови Кукавице који су имали преко 800 метара надморске висине.

## Рељеф
Земљиште обухваћено границама Поречја дели се на зону планине, зону побрђа и зону равнице.

### Зона планине
Зона планине смештена је на крајњем југу и чини је северозападни део Кукавице, који је пространи планински масив, који се на истоку протеже поред корита Јужне Мораве у дужини од око 35 километара, рачунајући од ушћа Копашничке реке у Јужну Мораву па све до Владичиног Хана. Западну границу Кукавице чини Ветерничка клисура од села Вине на северу до Големог Села на југу, у дужини од око 20 километара. На југу се огранци Кукавице спуштају ка Пољаници и преплићу са њеним планинама. На северу Кукавица чини северни обод Лесковачке котлине и, протежући се од корите Јужне Мораве од села Мале Копашнице до Ветернице код села Вине, има дужину од око 35 километара. Ова северна страна планине, као и источна, окомита је ао последица раседања, односно обрушавања земљишта у периоду формирања Лесковачке котлине.
Од планинског масива Кукавице Поречју припада северозападни део у површини од око једне седмине њене укупне масе. Овај део Кукавице је наизразитија планина и на њему се налазе највећи висови целог масива: Влајна од 1.441 метара, Вртешка (1.315 метара), Фурњиште (1.366 метара), Бунатовац (1.189 метара), Добрино ториште (1.166 метара), Бродињак (1.148 метара) и други.
Планински део Поречја од села Вине до села Вучја спушта се до саме равнице. На овом делу нема побрђа, јер га је разорила Ветерница са својим притокама. Од села Вучја па све до Јужне Мораве планина прелази у регион побрђа.

#### Флора
Читав планински део је под буковом и храстовом шумом. Поред тога, у планини често расту и граб, јасен, клен, леса, зова, јасика, дивља крушка и јабука, затим дрен и липа. Некада је у планини растао и кестен (коштан), па отуда у Кукавици и локалитет Коштанска долина и Коштански поток. Растао је и бор, о чему сведочи данашњи локалитет Боровик на обали Мале реке изнад Чукљеника. На том месту је, пре неколико десетина година, бујица Мале реке ископала велико угљенисано борово стабло. У новије време оголели делови планине засађују се четинарима и багремом.
Букова шума захвата високе делове планине. Њена огромна сива стабла расту право и високо. На великим пространствима планинских ридина, крошње букових стабала се на врху спајају и гране преплићу. Поред шуме, на странама планинских коса и заравни јављају се пропланци под травом и разним ароматичним биљем. Зато су планинска пространства одувек служила као пасишта, па су у њој сељаци подизали своје бачије и торишта, често је стока у планину пуштана и у сампас. Појаве сампаса има и данас. Сељаци из потпланинских села често пуштају своја говеда у планину, по којој пасу месецима, па се, пред зиму, сама враћају у село. Поред говеда, сељаци пуштају и крда свиња у сампас. Свиње лутају по планини, држећи се једног одређеног терена, и хране се корењем, пиревином и жиром.
Флора Кукавице се одликује, поред осталог, великим бројем биљних врста које се могу користити у терапеутске сврхе или могу служити као индустријска сировина за добијање лековитих супстанци. Распрострањеност и квалитет лековитог биља са Кукавице проучавана је још 1957. године и утврђено је да на планини, између осталих, у великим количинама постоји велебиље (лат. Atropa belladonna L.). Кукавица је богата дигиталисом, који је заступљен са неколико врста (Digitalis lanata Ehrh, Digitalis perruginea L, Digitalis ambigua Murr). На овој планини вршења су испитивања могућности увођења нове биљне врсте са Хималаја (хималајски бун), која представља веома интересантну сировину за екстрактивну индустрију због високог садржаја активних материја. Та испитивања су показала да се и на Кукавици, на теренима високим преко 1.000 метара надморске висине ова биљка може са успехом гаијити. Проучаван је и вунасти дигиталис (лат. Digitalis lanata Ehrh), јако распрострањен на Кукавици, у циљу коришћења за добијање супстанци које служе као незаменљиви лекови за срце. Оба биљна врста уведена је у културу на плантажама фабрике фармацеутских и хемијских производа „Здравље” у Лесковцу и од ње се израђивало неколико познатих лекова ове фабрике.
Далеко пре научног изучавања и мимо њега, у народној медицини Поречана коришћене су многобројне лековите биљке Кукавице за најразличитија обољења. Плућњак се употребљавао против дијареје, а помагао је и у искашљавању и излучивању мокраће; дивизма се користила за плућне болести; подбел се користио за испирање уста и грла, за лечење астме и код клистирања; медвећи лук (цермуш), витаминска храна; шумарица, иако отровна, користила се као антибактеријски лек; бурјан против реуматизма; перуника против гихта, грознице и кашља; здравац као лек за болести слузокоже органа за варење; мајчина душица за исте проблеме; и многе друге биљке.

### Зона побрђа
Зона побрђа захвата највећи део Поречја, готово његову половину. Њена надморска висина креће се од 290 до око 500 метара. На ивици котлинског обода налазе се највиши делови побрђа, а све су нижи што се приближавају делу котлине.
Ова зона је током времена, дејством разних сила, пре свега воде, избразнада долинама и долиницама, па данас представља сплет благо заобљених брегова и брежуљака, чији површински слој чине дебеле језерске наслаге.
Највећи део побрђа је под младом храстовом шумом, а остала површина се налази под ливадама, њивама, воћњацима, виноградима и пашњацима. Пошто површински слој побрђа чине дебеле језерске наслаге, она су веома погодна за све пољопривредне културе, нарочито за воћарство и виноградарство. У кишовитим годинама принос пшенице и кукуруза у побрђу често је далеко већи но на парцелама у равници.
По побрђу и на нижим косама планине биле су сеоске утрине или селине, прастари облик колективне својине, који је код нас живео све го пре пад деценија. Утрине су коришћене за заједничку пашу стоке: оваца, говеда и свиња. Оно утринско земљиште које је било под шумом, коришћено је за заједничку сечу огревног дрвета.
Пре Другог светског рата утрине су биле предмет честе деобе међу грађанима појединих села. Тако се фонд заједничке својине непрестано смањивао у корист индивидуалног поседа. Право на утрину су имали сви без обзира на имовински и социјални статус, сем Цигана. Деобу утринског земљишта је обично захтевала сиротиња, јер је тако долазила до комада земље или увећавала свој мали посед. Богатији сељаци били су мање заинтересовани за деобу утрине, јер су имали доста земље а, будући да су имали и много стоке, већа утрина за њих представљала је пространију пашу за њихова стада оваца, чопоре свиња, за говеда и коње.
Често су утрине појединих села граничиле, па је око утринских међа долазило до спорова међу селима, који су се, по који пут, претварали у тешке изгреде и праве битке уз учешће многих сељака оба завађена села. У тим сукобима и биткама долазило је до употребе хладног оружја, па је било и разбијених глава, а падали су и мртви. Пред судом парнице око утрине међу селима умеле су да трају десетинама година, а адвокатима, који су их водили, доносиле су знатне приходе. Данас више нема сеоских утрина. Некадашња утрина у свим селима проглашена је општенародном имовином и уступљена на коришћење земљорадничким задругама и другим привредним организацијама. Некада пространа пасишта оваца, свиња и говеда, утрине су претворене у њиве, винограде и воћњаке. Тако су у Поречју на утрини села Накривња, Белог Потока, Великог Трњана, Пресечине и Славујевца створени пространи воћњаци, у којима се узгајају крушке, јабуке, брескве и вишње.

### Зона равнице
Равница захтвата 25-30% простора области. То је најплоднији део овог региона. Дуга је око 20 километара, а широка 3-5 километара. Иако формационо потпуно стабилна, у делу непосредно поред обала Ветернице, која тече средином равнице, изложена је сваке године поплавама, које се јављају обично с пролећа после топљења снега и у време јачих пљускова. Тада Ветерница на многим местима разара своје обале и односи плодну земљу, остављајући на том месту пескове и шљункове. С друге стране, река на другом месту оставља и таложи материјал на својој нижој тераси, па је формирање овог уског појаса непосредно поред обала Ветернице још у току.
Раван рео Поречја је, у свом великом делу, и до новијег времена био под барама и језерима, а био је покривен и густом столетном шумом. Баре и језера су временом нестајале, последњи велики гајеви прастаре храстове шуме искрчени су пре нешто више од пола века, а земљиште заливађено и у новије време у великом делу претворено у њиве и баште.
У свом саставу равни део Поречја има пескове, шљункове и глине. Сам површински слој педолошки је разноврстан на више од 20 варијетета по саставу и киселини. Овај део Поречја је најплоднији и најпогоднији за агрикултуру и сада је сав под њивама, баштама и ливадама.
У равницама Поречја налазе се сва сеоска насеља овог региона. Највећи део насеља лоциран је на ободу равнице, али има и села која су подигнута у средини равнице, попут Паликуће, Радоњице, Бунушког Чифлука, Тодоровца и Жабљана.

## Хидрографија
Поречје је водом најбогатији регион котлине у текућим водама. Ветерница је његова највећа река. Ова лева притока Јужне Мораве има своје извориште на јужном ободу котлине Пољанице. Формирана као река, она код Големог Села улази у клисуру која се по њој назива Ветерничка клисура. После 20 километара пробијања кроз планинске теснаце, Ветерница се, испод села Вине, ослобађа клисуре и улази у поље, то јест у равни део Поречја. Док тече Пољаницом и клисуром, Ветерница има велики пад и брз ток. У Поречју се она смирује и тече полако све до свог ушћа у Јужну Мораву на око 7 километара североисточно од Лесковца. Услед малог пада кроз Поречје, Ветерница гради многе меандре, корито јој је нестабилно, а обале често веома плитке. У пролеће, када се топи снег у планини и у доба плахих пљускова, њено корито се лако напуни водом, па река плави не само појас земљишта непосредно поред обала, већ захвата и шире подручје равнице.
Иако и у Пољаници и клисури прима многе потоке и речице, Ветерница тек у Поречју прима своје главне притоке. На простору дугом 11 километара у њу се уливају пет њених притока које силазе са Кукавице. То су Буковоглавка, Горинка, Брзанка, Вучјанка, Накривањска река и Шаиновачки поток. Све се ове речице и реке уливају у Ветерницу с њене десне стране, док с леве стране има само једну значајнију притоку - Сушицу. Поред Сушице, може се навести и Ботуња као још једна мала река која се улива у Ветерницу с њене десне стране.
- Река Ветерница, највећа река у Поречју
- Вучјанка, десна и највећа притока Ветернице
- Накривањска река, десна притока Ветернице
- Мала река, притока Чукљеничке, односно Накривањске реке

## Клима
Клима Поречја има сва обележја климе Лесковачке котлине са мањим одступањима. Као и клима котлине, она је умереноконтинентална, али је њен степен континенталности изражен у мањем степену.

### Ветрови
Они ветрови који дувају у котилини осећају се и у Поречју. То су северни ветар или северац, јужни ветар или југ, источни ветар или моравац и западни ветар.
Кроз Лесковачку котлину ветрови дувају преко целе године, но њихова брзина није стална нити подједнака у свим месецима у години. Некада, лети, јављају се краткотрајни и веома јаки, олујни ветрови -“аламуње”, “аламуњчине”. Њих обично прате град и провала облака, које изазивају поплаве и наносе велике штете овом крају.
Мерењима су утврђене законитости у дувању ветрова у котлини. Тако је констатовано да у јануару, фебруару, новембру и децембру брзина ветрова износи 0,9 метара у секунди; у априлу, мају и јуну 0,8; у јулу 0,7; у августу, септембру и октобру 0,6; а у марту брзина ветрова достиже брзину од 1,2 метра у секунди. Према томе, март је најветровитији месец у години, када дувају сви ветрови, а нарочито су чести моравац и северац. После марта, најветровитији су месеци у позној јесени и преко целе зиме, док је доба највеће временске стабилизације и тишине друга половина лета и прва половина јесени.

#### Северац
Северац дува из правца севера ка југу. Иако струјање ваздуха, када овај ветар дува, захвата целу котлину, он није у свим њеним деловима истог интензитета. Конфигурација земљишта има знатан утицај на кретање ваздуха у његовим приземним слојевима. На брисаним просторима ветар дува несмањеном брзином, док се његова снага у заклоњеним местима мање осећа, неки пут и никако. Тако северац, иако дува преко целе котлине, највећу снагу развија на једном узаном простору који се протеже од курвинградских вратница на северу котлине до грделичког теснаца на југу. Ширина овог појаса износи 2-3 километра. Како се Поречје налази изван овог појаса, снага северца, иако и у њему он дува, није онако велика као у долини Јужне Мораве. Северац највише дуга у јесен и зиму. Када дува јачом снагом доприноси знатном повећању хладноће. Зими, чак и када температура није знатно ниска, северац доприноси залеђивању река у котлини.

#### Југ
Јужни ветар или југ дува из супротног правца од северца. Југ је топао ветар, али у рано пролеће, док су околне планине још под снегом, ако дува јаче, његово струјање ствара непријатан осећај хладноће. Иначе, топли таласи овог ветра, који зна да дува и по неколико дана узастопце, у периоду вегетације, доприноси брзом развоју биљног света, па се у народу назива развигор, јер под његовим дејством гора брзо озелени.
Лети овај ветар може да буде јако штетан за усеве и људско здравље: од њега се увије лишће младог кукуруза и ужути, а пшеница, ако овај ветар дува у периоду сазревања зрна, омане у квалитету, јер се њено зрно спари и остаје лако. Људе у таквим приликама ухвати мрзовоља, тешко се крећу, губе дах, хвата их сунчаница, а они који имају срчане мане изложенији су инфаркту него иначе.

#### Моравац
Источни ветар или моравац дува нарочито пред крај зиме. Правац његовог удара је југоисток-северозапад. Често дува и по десетак дана. Снага му је велика и дува у таласима. Када дува у котлини, у зони Лесковца се чини као да силази са Чемерника и власинске висоравни. И овај ветар доприноси јаком захлађењу љусског и животињског тела и изазива нелагодност, а код стоке и помор, свакако зато што је у периоду када овај ветар дува, људски и сточни организам током зиме доста ослабљен. У народу се овај ветар још зове и “козодер”, јер су се од њега нарочито козе разбољевале и цркавале.
Моравац се јако осећа нарочито на Влајни. У Поречју, и то у његовом потпланинском и равном делу, његова снага је знатно слабија. Ово долази отуда што масив Кукавице у овом делу има такав положај да се као какав џиновски зид противставља удару ветра под правим углом, па је снага истог на врховима велика, док је подножје планине од њега заштићено.
Поречје је тако ван правца главне струје северног ветра, а од хладнијих таласа источног ветра заштићено је Кукавицом. Све је ово од великог значаја за вегетацију и привредни потенцијал овог региона.

#### Западни ветар
Западни ветар није хладан као северац нити доноси топле ударе попут југа. Временски не дува дуго, а када дува обично доноси кишу.

### Температура
Температура ваздуха у Поречју је понекад веома висока. Мерењима у периоду од 12 година констатован је екстремни максимум од 41,5 степени целзијусових и то у августу, док је екстремни минимум износио -28 степени, у фебруару.
| Месеци     | јан | феб | мар | апр  | мај  | јун  | јул  | авг  | сеп  | окт  | нов | дец | средња темп. |
| ---------- | --- | --- | --- | ---- | ---- | ---- | ---- | ---- | ---- | ---- | --- | --- | ------------ |
| Лесковац   | 0,2 | 1,5 | 5,8 | 12,7 | 16,1 | 20,3 | 22,5 | 21,7 | 18,3 | 11,9 | 7,1 | 2,7 | 11,66        |
| Власотинце | 0,4 | 1,9 | 6,1 | 12,0 | 16,3 | 20,2 | 22,4 | 22,5 | 18,2 | 12,3 | 7,4 | 3,8 | 12,8         |

Утврђено је да Лесковачка котлина, иако северно од Врања, има топлију климу од Врањске котлине, а да је средња годишња температура Лесковца мања за 1,14 степена од просечне температуре Власотинца. Интересантна су и варирања годишње температуре у разним регионима Лесковачке котлине. У Лесковцу је апсолутна максимална забележена износила 41,5 степени, а у Власотинцу 39, док је рецимо апсолутни минимум у Лесковцу износио -28, а на Влајни свега -16 степени целзијусових. На основу овога се може закључити да обод котлине има блажу климу од централног дела и да су температурни екстреми у центру котлине највећи.

### Облачност и падавине
Облачност Поречја у просеку износи 56% покривености неба. Најмања просечна облачност је у августу и износи 19% покривености неба, док је највећа у јануару и износи 70% покривености неба.
Сама котлина, а самим тим и Поречје, у погледу количине атмосферског талога који годишње падне, спада у средње аридне области. Годишње у просеку падне 620,7 милиметара падавина. Најкишније доба године је пролеће, док најмање падавина има зими, док су лето и јесен са средњим падавинама.
| Период     | Зима  | Пролеће | Лето  | Јесен | Вегетациони период | Укупно |
| ---------- | ----- | ------- | ----- | ----- | ------------------ | ------ |
| Поречје    | 145,3 | 253,9   | 175,1 | 189,7 | 421,2              | 764    |
| Лесковац   | 143,7 | 183,4   | 142,0 | 159,0 | 309,0              | 628    |
| Власотинце | 161,6 | 196,4   | 159,1 | 180,0 | 346,4              | 697    |

Количина падавина које Поречје прима већа је од оне коју прими централни део котлине за око 136 милиметара годишње. Исто тако, Поречје прима у вегетационом периоду знатно више падавина него други региони котлине: Лесковац 309 милиметара, Власотинце 346,4 милиметара, а Поречје чак 421,2 милиметара.
Када се узме у обзир да је у Поречју температура ваздуха стабилнија, да су максимални и минимални екстреми нижи, да је ветар слабији а тишина дужа него у осталим деловима котлине, да Поречје обилује текућим водама, а да су му подземне воде доста блиске, да су падавине веће и у најкритичнијем периоду оптималне, јасно произлази да Поречје има веома повољне услове за све пољопривредне културе, поготово за воћарство, али та предност овог региона котлине до сада није довољно искоришћена.
У Лесковачкој котлини се периодично јављају и сушни периоди, некада се то деси лети, а може се десити и у пролеће и лето. Каткад суша захвати лето и јесен, или само јесен. Последице суше су велике и доприносе ненормалном обављању пољопривредних радова и смањењу доприноса од пољопривреде, воћа и винограда. Поречје је на сушу мање осетљиво но други региони котлине, али се код њега појављује проблем наводњавања у доба суша, нарочито у региону побрђа. С обзиром на обиље текућих вода и теренске могућности, могуће је вештачким наводњавањем снабдети довољном количином воде 100% његове пољопривредне површине. У атару села Пресечине и Белог Потога користе се локална акумулациона језера у ове сврхе.

## Становништво

### Говорни језик
Највећи број данашњих села Поречја засељен је најкасније у 12. веку пошто је овај регион ушао у састав Немањине Србије. Плодна земља овог краја привукла је многе становнике Рашке из брдовитих крајева, па су они почели да насељавају Поречје и да се мешају са првобитним словенским становништвом. Ако је између рашких Срба и словенских племена у овим крајевима и било икакве етничке или језичке разлике, оне су током даљег живота нестале у том правцу што је говорни језик свих Поречана изједначен са језиком Рашана. У каснијем периоду народног живота, када је у Србији заведена турска власт и створени потпуно нови услови живота, дошло је до диференцирања у говорном језику српског народа, па се јужноморавски говор, тиме и говор Поречана, издвојио у посебну говорну групу српског језика. Динарци су били онај део српског народа који је напустио многе од старих језичких облика да би створио нове, док је језик централног типа остао архаичнији - очувао је старе речи и старе језичне облике, мада ни он није остао у потпуности непромењен.
После пропасти српске деспотовине, за период дуг неколико стотина година, престало је кретање српског народа са севера на југ, а настала су кретања у обрнутом правцу - са југа на север. Тако је у развоју српског језика у Лесковачкој Морави дошло до снажног утицаја са југа и донекле са истока: из врањске и кумановске области, са Овчег поља, из централне и западне Македоније и из Шоплука, који захвата широку зону западне Бугарске. Утицај је и даље долазио од Грка, Цинцара и, најзад, Турака који су овим делом Србије владали преко 400 године. За све ово време рашко-херцеговачки језик није могао допрети до ових крајева нити утицати на говорни језик овог региона, иако је током 19. века било придошлица у Поречје из Црне Горе, Ужица и Херцеговине. Ти малобројни насељеници, долазећи повремено и појединачно у Поречје, утапали су се у масу староседелачког становништва, прихватајући говорни језик нове средине без могућности да на њега утичу у правцу говорног језика матичног краја из кога су се доселили. Из свих ових разлога говорни језик Поречана представља архаични облик српског језика формираног после језичке реформе коју је извео Свети Сава, са касније насталим променама утицајем метанастазичког кретања вардарско-моравске струје са југа и ширењем Шопова са истока.
Иако је Поречје на јужном ободу Лесковачке котлине, на коју се настављају Пољаница и Врањска котлина, говорни језик Поречана се у извесним нијансама тазликује од говорног језика ова два суседна региона на југу. Међутим, он је истоветан са говорним језиком становника Лесковачке котлине, нарочито оних њених становника настањених на обалама Јужне Мораве.
Основне фонетске карактеристике говора Поречана су следеће:
- појава изразитог гласа за који у српској азбуци не постоји знак, а који се чује као оштро з или дз. Јавља се у речима дзвезда (звезда), дзвирка (звирка), дзвоно (звоно), дзивла (слинавица), дзива (слина), дзвер (звер), дз'вни (одјекује) и др.
- појава полугласника који су у српском језику вокализовани у правцу самогласника а. Полувокали се чују као редуковано/кратко а, а примери су уб'в мом'к, голем л'жов, к'д гра, к'д пасуљ, к'л'б, л'к. Један од разлога опстанка полугласника је тај што у овом крају у говору није дошло до промене л у о, па се јављају облици као што су ор'л, кот'л, з'лва, б'л'г'за
- у глаголском придеву се на крају речи, уместо л јавља ја: дошеја, паднуја, стануја, нестануја
- нема сугласника х: леб (хлеб), оће (хоће), ладиш (хладиш); такође, сугласничка група хв прелази у ф: фаћај (хватај), фала (хвала), уфати (ухвати)
- глас т се губи на крају речи, па се јављају облици младос, старос, болес, крс, слас, час

Када је реч о морфолошким особинама говорног језика, првенствено о промени именица, она је веома упрошћена. Јављају се, наиме, свега три падежа: номинатив, акузатив и вокатив. Остали падежи немају свој карактеристичан облик, већ се граде уз помоћ одређених предлога који стоје уз општи падеж - акузатив.
Пример промене именице човек:

Номинатив: човек

Генитив: од човека

Датив: на човека

Акузатив: човека

Вокатив: човече

Инструментал: с'с човека

Локатив: од човека
Компарација придева је још једна ствар по којој се говор овог краја разликује од читавог српског језика. Наиме, у говорном језику Поречана компарација добија још један ступањ, непознат српском књижевном језику. Први и други степен компарације граде се тако што се испред основног облика придева дода предлог по, за компаратив, односно нај за суперлатив, а сам придев остаје непромењен и задржава облик позитива. Тако се јављају облици за придев кисел - по кисел - нај кисел - цивор (од нај кисело по кисело), горчив - по горчив - нај горчив - терјаћ (од нај горчив по горчив), љут - по љут - нај љут - биљор (од нај љуто по љуто).

## Насеља
Села Поречја се могу поделити у три групе по свом положају на планинска, потпланинска и равничарска.
Чисто планинскка насеља у најстрожем смислу речи и не постоје. Планинско би било село Рашин Лаз, као и Збежиште, али, с обзиром да ова села нису потпуно самостална, већ административно припадају суседним селима као њихови делови. Тако један део Рашиног Лаза припада селу Накривњу, а други Вучју, док читаво село Збежиште улази у састав Вучја. Неада је у Поречју било чисто планинско село под називом Ново Село, у самом срцу планине, али оно данас не постоји као стално насеље. Један део села Букове Главе – Новков Рид је чисто планинско насеље на надморској висини преко 600 метара, док је матично село коме припада као заселак - Букова Глава на висини од око 300 метара.
У потпланинска села спадају Вучје, Чукљеник, Брза, Горина и Букова Глава. Сва ова села подигнута су под самом планином, па се једним својим делом налазе на планинским косама, а другим у равници. Она имају своје засеоке дубоко у планини, и то нарочито село Вучје, које има три планинска засеока: Рашин Лаз на преко 600 метара надморске висине, Збежиште на око 600, као и Шутилница на око 900 метара надморске висине. Потпланинска села имају у свом атару и планину и равницу, па им је то давало велику предност у прошлости над чисто равничарским селима.
Чиста равничарска села јесу Доња и Горња Јајина, Паликућа, Радоњица, Бунушки Чифлук, Тодоровце, Мирошевце, Жабљане, Стројковце, Велико Трњане, Пресечина и Рударе. Остала села, у која спадају Накривањ са Накривањским Чифлуком, Бели Поток, Шишинце, Кукуловце, Дрводеља, Славујевце и Игриште, спадају у ону групу равничарских села која су лоцирана у подножју побрђа око Накривањске реке и Сушице. Задње село у Сушици (Игриште) чак би се могло сврстати у потпланинска села. Подигнуто у изворишту речице Сушице, нема у свом атару никакво поље, већ су свуда брежуљци под шумом и ливадама и њивама насталим на крчевинама.
Поречје се може сматрати јако насељеним крајем Лесковачке котлине. Нарочито је густо насељена равница. Нека села једва да су удаљена 3 километра једно од другог. Негде је раздаљина међу селима и мања, а нека се чак додирују и као да су прерасла у једно село. Такав је случај између Великог Трњана и Пресечине, као и између Вучја и Жабљана.
Укупан број сеоских насеља у Поречју, не рачунајући као засебна села Рашин Лаз и Збежиште, износи 27. Сеоска насеља носе следећа имена: Бели Поток, Брза, Букова Глава, Бунушки Чифлук, Велико Трњане, Вучје, Горња Бунуша, Горња Јајина, Горина, Доња Бунуша, Доња Јајина, Дрводеља, Жабљане, Игриште, Кукуловце, Мирошевце, Накривањ, Накривањски Чифлук, Пресечина, Радоњица, Рударе, Славујевце, Тодоровце, Чукљеник, Шаиновац и Шишинце.
Сва села Поречја су веома стара. Многа од њих спомињу се у документима из доба цара Душана и кнегиње Милице, дакле из доба непосредно иза Душановог времена. Вероватно је да су постојала још у време када је Немања добио Дубочицу од Манојла. Заселак Рашин Лаз, који припада Вучју, садржи у свом имену карактеристичну реч лаз - реч која означава крчевину, односно земљиште добијено крчењем шуме. Како је та реч давно нестала у говорном језику српског народа, значи да је село настало у времену када се та реч употребљавала, а то је период пре самог формирања Лесковца. Села су у доба српске средњовековне државе свакако била веома мала. Временом су расла, али не постоје подаци који би пратили тај раст. Први познати попис потиче из 1861. године, када је аустријски путописац Хан пролазио овим крајевима и приказао бројно стање неких села Поречја.
| Назив           | Број домова |
| --------------- | ----------- |
| Брза            | 60          |
| Бунуша          | 40          |
| Бучје           | 80          |
| Горина          | 20          |
| Горње Јајно     | 10          |
| Доње Јајно      | 16          |
| Дрводеља        | 12          |
| Игриште         | 8           |
| Кукуловце       | -           |
| Мирошевце       | 48          |
| Накривањ        | 60          |
| Паликућа        | 25          |
| Радоњица        | 30          |
| Рударе          | 30          |
| Славујевце      | 10          |
| Стројковце      | -           |
| Тодоровце       | 25          |
| Чукљеник        | -           |
| Рударе          | -           |
| Подаци из 1861. |             |

| Назив           | Број домова |
| --------------- | ----------- |
| Бели Поток      | 83          |
| Брза            | 163         |
| Букова Глава    | 55          |
| Бунуша          | 169         |
| Велико Трњане   | 175         |
| Вучје           | 401         |
| Горина          | 122         |
| Горња Јајина    | 98          |
| Доња Јајина     | 137         |
| Дрводеља        | 46          |
| Жабљане         | 74          |
| Игриште         | 101         |
| Кукуловце       | 42          |
| Мирошевце       | 187         |
| Накривањ        | 217         |
| Паликућа        | 57          |
| Пресечина       | 62          |
| Радоњица        | 130         |
| Славујевце      | 89          |
| Стројковце      | 206         |
| Тодоровце       | 62          |
| Чукљеник        | 106         |
| Шаиновац        | 38          |
| Рударе          | 80          |
| Шишинце         | 95          |
| Подаци из 1953. |             |

## Култура

### Образовање
Пред пад турске власти у Поречју су посттојале само две школе манастирског типа и то у селу Чукљенику и Бунушком Чифлуку, а међу Поречани једва да је ко знао само да чита и пише. Код организовања општина после ослобођења у целој области није се могао наћи човек способан за деловођу па је за првог општинског деловођу у Поречју постављен Љубомир - Љуба Миладиновић, резервни официр једне јединице српске војске стациониране у Лугару приликом демобилисања српске војске после свршетка рата.
Године 1882. основна школа у Бунушком Чифлуку, смештена у једној згради у црквеној порти, реорганизована је у школу световног типа. Школу су могли да похађају ученици из свих села Поречја, па и неких села ван његових граница (из Барја, Вине и др). У почетку је било 120 полазника, а први учитељ био је Аћим Чавдаревић, пореклом из Куманова. Пошто су школу похађали ученици из далеких села као што су Вина, Барје и друга на југу и Велико Трњане на северу Поречја, за ову децу из удаљених села организован је при школи интернат, где су ноћили.
Током времена отварале су се нове основне школе и у другим селима овог региона, па су између два рата основне четвороразредне школе имала села Велико Трњане, Горња и Доња Јајина, Стројковце, Накривањ, Брза, Мирошевце, Славујевце и Вучје.
Данас у Поречју постоје три матичне основне школе и то у Великом Трњану, Вучју и Мирошевцу. У Великом Трњану смештена је основна школа Никола Скобаљић, која има своја четвророразредна истурена одељења у Рудару и Стројковцу. Основна школа Бора Станковић смештена је у Вучју, а она има истурена четвороразредна одељења у Белом Потоку, Накривњу, Чукљенику и Брзи, док постоји и осморазредно одељење у Бунушком Чифлуку, која такође представља истурено одељење школе у Вучју. Славко Златановић име је основне школе у Мирошевцу, која има четвороразредна одељења у Горини, Барју, Калуђерцу, Црцавцу, Доњој и Горњој Оруглици, Славујевцу и Игришту.
- Основна школа „Бора Станковић” у Вучју
- Средња школа „Светозар Крстић Тоза” у Вучју
- Основна школа „Никола Скобаљић” у Великом Трњану

## Саобраћај
У саобраћајном погледу, Поречје је данас ван праваца не само путева који имају међународни значај, већ и оних који су од важности за један унутрашњи шири регион.
Не постоје подаци за стање саобраћајница у Поречју у српској средњовековној држави, али, имајући у виду чињеницу да Ново Брдо, српски средњовековни рударски и трговачки град, није био много удаљен од Лесковачке котлине, нарочито од Поречја, морало је да између котлине и њега постоје саобраћајне везе из разлога безбедности Новог Брда. Скобаљић Град, смештен изнад Вучја, био је жупски град, то јест административно средиште за Глобочицу, потоње Поречје. Али, у каснијем периоду српске средњовековне државе, нарочито за време деспотовине и последњег деспота Ђурђа Бранковића, он је морао играти улогу града крајишника. Но, био само управни центар или и војнички логор и одбрамбени истурени фор Новог Брда, овај град и читава област око њега, морао је имати добре везе са Новим Брдом. Мало је изгледа да је до пропасти српске средњовековне државе Поречјем пролазио неки значајнији лонгитудинални пут. Од Немање па до пропасти старе српске државе, Лесковачка котлина била је више или мање периферни крај у држави, који је са државним центром био спојен попречним или трансферзалним путевима. Па и ти путеви нису били од већег значаја, јер су главни путеви онога времена ишли долином Нишаве и Топлице, или пак долином горње Јужне Мораве на Гиљане у правцу Косова, и тако заобилазили Лесковачку котлину.
Положај Лесковачке котлине, и поготово Поречја, битно се изменио доласком Турака. Они су већ у 16. веку сам Лесковац претворили у центар велике нахије, па су из њега контролисали војнички, административно и економски читаву котлину. Из тих разлога су они изградили путеве између Лесковца и свих села у котлини. Сем тога, под Турцима се јавила потреба за уздужним, лонгитудиналним путевима на Балканском полуострву. Како се Лесковачка котлина налазила у центру полуострва, најважнији лонгитудинални пут полуострва морао је проћи кроз њу и најважније њено насеље - Лесковац. За Поречје, као регион Лесковачке котлине, у саобраћајном погледу било је важно то што тај важни лонгитудинални пут није ишао кроз Грделичку клисуру, већ уз реку Ветерницу. Тако се Лесковачко поречје у доба турског царства нашло на најважнијој међународној саобраћајници. Готово за све време турске владавине, односно кроз цео 16, 17, 18. и у највећој мери 19. век, кроз Поречје је пролазио главни пут између Београда и Солуна, односно пут који је спајао Европу са Егејским морем. Тако је Поречје, од једног периферног краја у српској средњовековној држави, далеко од главних саобраћајница онога времена, под Турцима потало нека врста централне саобраћајне зоне на полуострву. Кроз Поречје је 1669. године прошао и енглески путописац Едуард Браун, а овуда је ишао и Јеротеј Рачанин 1704. године.
За тај временски период под Турцима пут од Лесковца ка Врању ишао је уз Ветерницу, држећи се њене десне обале све до села Стројковца. Ширина му је била око 16 метара и на свака 4 километра налазио се по један хан. У то време, као и данас, Стројковце је било раскрсница путева: један је ишао уз Накривањску реку, други у правцу Вучја, а трећи на село Мирошевце. Онај пут који је ишао долином Накривањске реке у селу Чукљенику, на месту где се састају Мала и Чукљеничка река, хватао се планине и то у две варијанте. Прва варијанта ишла је уз стрми рид који чини вододелницу између Мале и Чукљеничке реке. Почетни део овог пута и данас се зове Друм. Овај пут водио је преко локалитета Јованова бача, Качарева бача, Шопска бача, Горња арница и избијао на превој код виса Врвикобиле. Друга варијатна ишла је десном страном Мале реке, обилазила Црквени чукар, пролазила кроз потес Боровик, ишла на Толинске трле, Високу чуку, Равно буче и Бабњиземљу, а одатле на превој код Врвикобиле, где се спајала с првом варијантом. Одатле је овај пут ишао развођем између Ветернице и Јужне Мораве све до планине Облика, обилазио исту и улазио у кланац између Плачкавице и Крстиловице и силазио у Врање.
Пут који је ишао преко села Вучја пробијао се кроз Кукавицу долином Вучјанке и Големе реке, пролазио потесом Острике, улазио у Ново Село, које сада не постоји, али које је у то време било значајна тачка на путу кроз планину, а одатле силазио у Пољаницу и ишао даље у правцу југа долином Ветернице. Постојала је и друга варијанта овог пута, која је ишла на село Збежиште, обилазећи Скобаљићев Град са југозападне стране, па одатле кроз Кукавицу силазила у Големо Село. Из Големог Села пут је водио долином Ветернице, спајајући се са оном која је ишла преко Новог Села, па је тако јединствен пут водио на југ уз Ветерницу на село Дреновац, прелазио вододелницу Ветернице и Врањске реке, улазио у кланац између Плачкавице и Крстиловице где се спајао с првим блиским путем.
Најзад, пут који је ишао на село Мирошевце држао се Ветерничког дна кроз клисуру у дужини од око 20 километара, газећи реку по неким путописцима и по 90 пута. Од овог пута у селу Барју одвајао се пут који је водио на превој Копиљак, а одатле ишао на Ново Брдо, Гиљане и Косово Поље.
Овакво стање на путевима кроз Поречје трајало је све до 1870. године, када је завршена изградња за оно време веома модерног пута по дну Јужне Мораве кроз Грделичку клисуру. Године 1886. прошао је први воз кроз Грделичку клисуру. Тако је Поречје, које је за близу четири века било на најзначајнијој европској саобраћајници која је водила преко Балканског полуострва, такорећи наједном остало далеко од сувоземног и железничког пута. Стари путеви, напуштени и за савремени саобраћај неупотребљиви, запустели су, а ханови су временом порушени.
Године 1885. саграђен је пут од Лесковца до Вучја преко чије трасе више-мање води данашњи пут између поменутих места. Од села Стројковца и даље ишао је пут уз Накривањску реку до Чукљеника и ту се завршавао. Кроз планину су стрмим стазама ишли само мештани. Сем тога, из Стројковца води пољски пут за село Радоњицу и Бунушки Чифлук, док од Вучја иде други преко Жабљана опет до Бунушког Чифлука. Ту се ова два пута спајају и као један пут везују са Лесковцем село Тодоровце и Мирошевце и даље Вину и Барје. Године 1910. од Барја је начињен пут од стратешког значаја, који је ишао на Оруглицу, приближавао се граници и силазио у Големо Село, а одатле ишао кроз Пољаницу до Врања. Од Оруглице се одвајао један крак који је водио право на границу код Копиљака.
Кроз Поречје воде још и ови путеви. Од Лесковца, испод цркве Светог Илије, води такозвани горњи пут у правцу села Доња Јајина. У овом селу пут се рачва, па један део иде уз Ветерницу и спаја села Горњу Јајину, Паликућу и Бунушки Чифлук, а други крак иде уз реку Сушицу и спаја са Лесковцем села Шишинце, Кукуловце, Дрводељу, Славујевце и Игриште. У прошлости, овај пут уз Сушицу био је јако запуштен, па су сељаци из Славујевца и Игришта, када су хтели да иду у Лесковац, радије одлазили на Мирошевце, па одатле ишли путевима кроз ветерничку раван на Бунушки Чифлук и Стројковце. Данас је ситуација готово обрнута. Пут уз Сушицу је модернизован, асфалтиран, тако да мештани радије бирају њега од овог који пролази кроз Горњу Јајину, Паликућу и Бунушки Чифлук, јер се на последњем налази велики број рупа.
Ова удаљеност од главних путева и железнице од ослобођења од Турака 1877. године допринела је одржавању аутохтоности Поречја, по чему се оно разликује од других региона котлине.
- Улаз у Вучје путем из Лесковца
- Улаз у Вучје путем из Накривња
- Пут који спаја Лесковац и Вучје
- Пут који спаја Стројковце и Накривањ
- Пут који води кроз Брзу до Горине

## Галерија
- Зграда фабрике Поречје у Вучју, која је добила назив по Лесковачком поречју
- Зграда фабрике Поречје у Вучју, која је добила назив по Лесковачком поречју
- Зграда фабрике Поречје у Вучју, која је добила назив по Лесковачком поречју